# Acoustica
《Acoustica》는 독일의 하드 록 밴드 스콜피언스의 언플러그드 라이브 음반이다. 이 음반은 2001년 5월 14일, 이스트웨스트 레코드에서 발매되었고, 베를린 필하모니 관현악단과의 녹음과 공동 음반 《Moment of Glory》를 발매한 후, 밴드와 크리스티안 코오노비츠는 오랫동안 많은 팬들이 요구해왔던 이 프로젝트를 실현했다.

## 배경
《Acoustica》는 2001년 2월 포르투갈 리스본에 있는 컨벤토 두 비토에서 열린 세 번의 콘서트에서 녹음되었다. 클라우스 마이네가 DVD에 코멘트를 하듯이 밴드로서는 가장 특이한 세트였다. 이 그룹은 여성 백 보컬, 타악기 연주자, 추가 기타리스트, 키보디스트 크리스티안 코오노비츠의 지원을 받았다. 코오노비츠도 어쿠스틱 세트 편곡 작업에 협력했다. 그는 이전에 《Moment of Glory》 음반에서 지휘자와 편곡자로 밴드와 함께 일한 적이 있다.
스콜피언스는 4곡의 신곡 〈Life Is Too Short〉, 〈Back to You〉, 〈I Wanted to Cry〉, 〈When Love Kills Love〉를 선보였다. 모든 신곡이 VHS에 수록되었고, 〈Back to You〉와 이전에 녹음된 5곡이 CD에서 누락되었다.
《Acoustica》에는 더 카스의 〈Drive〉, 캔자스의 〈Dust in the Wind〉, 퀸의 히트곡 〈Love of My Life〉의 커버 버전도 수록되어 있다.
2003년 워너 뮤직 타일랜드에서 공식 '플래티넘 에디션'이 발매되었는데, 이 음반은 오리지널 CD와 VCD를 결합했다. VCD에는 태국 TV 제작진이 영어로 진행하는 밴드 인터뷰뿐만 아니라 비하인드 장면과 리허설 영상이 담겨 있다.

## 반응
| 전문가 평가 | 전문가 평가 |
| 평가 점수   | 평가 점수   |
| 출처        | 점수        |
| ----------- | ----------- |
| AllMusic    | [ 3 ]       |

이 음반은 브라질에서 골드 지위를 얻었고, DVD는 플래티넘 지위를 얻었다. 포르투갈에서 이 음반은 5만장이 팔리며 1위로 올라섰다.

## 곡 목록
모든 곡들은 특별한 언급이 없는 한 루돌프 쉥커와 클라우스 마이네에 의해 작사/작곡하였다.
| #   | 제목                                              | 작사·작곡                   | 재생 시간 |
| --- | ------------------------------------------------- | --------------------------- | --------- |
| 1.  | 〈The Zoo〉                                       |                             | 5:49      |
| 2.  | 〈Always Somewhere〉                              |                             | 4:10      |
| 3.  | 〈Life Is Too Short〉                             |                             | 5:18      |
| 4.  | 〈Holiday〉                                       |                             | 5:55      |
| 5.  | 〈You and I〉                                     | 마이네                      | 5:19      |
| 6.  | 〈When Love Kills Love〉                          |                             | 4:53      |
| 7.  | 〈Dust in the Wind (캔자스 커버)〉                | 케리 리브그렌               | 3:49      |
| 8.  | 〈Send Me an Angel〉                              |                             | 5:24      |
| 9.  | 〈Catch Your Train〉                              |                             | 3:49      |
| 10. | 〈I Wanted to Cry (But the Tears Wouldn't Come)〉 |                             | 3:47      |
| 11. | 〈Wind of Change〉                                | 마이네                      | 5:34      |
| 12. | 〈Love of My Life (퀸 커버)〉                     | 프레디 머큐리               | 2:26      |
| 13. | 〈Drive (더 카스 커버)〉                          | 릭 오케이섹                 | 4:00      |
| 14. | 〈Still Loving You〉                              |                             | 5:45      |
| 15. | 〈Hurricane 2001〉                                | 쉥커, 마이네, 헤르만 레어벨 | 4:35      |

## 인증
| 국가                                                  | 인증        | 판매량/출하량 |
| ----------------------------------------------------- | ----------- | ------------- |
| 브라질 (Pro-Música Brasil)                            | 골드        | 50,000*       |
| 포르투갈 (AFP)                                        | 플래티넘    | 40,000^       |
| 타이                                                  | 2× 플래티넘 | 80,000        |
| *판매량을 기반으로 한 인증 ^출하량을 기반으로 한 인증 |             |               |

| 국가                                                  | 인증        | 판매량/출하량 |
| ----------------------------------------------------- | ----------- | ------------- |
| 아르헨티나 (CAPIF)                                    | 플래티넘    | 8,000^        |
| 브라질 (Pro-Música Brasil)                            | 플래티넘    | 50,000*       |
| 포르투갈 (AFP)                                        | 2× 플래티넘 | 16,000^       |
| *판매량을 기반으로 한 인증 ^출하량을 기반으로 한 인증 |             |               |